# 田蒙潔
田蒙潔，台灣嘉義人，輔大食品營養系食品科學組學士、美國加州州立大學營養碩士。1980年移民至美。美國密苏里大学法學院法律博士（J.D.）
，美國密蘇里州律師（Member of the Missouri Bar）、美國聯邦註冊專利律師（United States Patent and Trademark Office Registered Patent Attorney），目前在台灣從事美國專利業務。透過寫作和社區大學公民法治教育課程，在台灣推動公民監督司法，現為制度共學 團體負責人。

## 教學簡歷

### 社區大學
- 2011年秋天，在臺北市文山社區大學開課，提供現代公民的法治教育，課程名稱為「環境影響評估制度與公民參與[4]實務—公民檢察官」[5]，希望能夠利用《行政程序法》監督行政機關、利用《民事訴訟法》《刑事訴訟法》監督司法機關，建立公民社會。

可惜該課程只開一學期便停辦，原因是台灣的基礎教育不強調分辨事實與意見的科學方法，不提供邏輯教育，論說文不是以證據為本的邏輯論證，無法提供落實《行政程序法》的社會基礎。
行政機關的公文回應，幾乎都是沒有證據支持、漫天噴意見口水、呼沒有內涵的口號、雞同鴨講、實問虛答的文字堆積，《行政程序法》賦予的公民參與行政決策權 ，既難為台灣社會所知，也欠缺實現的基礎。
- 2012年春天，於文山社大推出公民監督司法的課程，名稱為「替法官改作業—用科學和邏輯監督司法」[8][9]，帶領學生批改台灣刑庭法官判決書內認定的犯罪事實，藉以推動分辨事實與意見的科學方法和邏輯教育[10]，該課程於 2013年獲得台北市教育局社區大學學術類特優課程，[11]可惜叫好不叫座。[12]

- 2014年秋天，目前重新調整課程，在新北市林口社區大學[13]和臺北市內湖社區大學[14]開「看電影學法律」[15][16][17]／[18][19][20]，希望能夠吸引更多願意付諸行動、追求社會正義的人，一起推動分辨事實與意見和邏輯教育，為台灣建立公民社會最起碼的基礎。

1. 2014年秋天，臺北市內湖社區大學 [14][17]：0901~1013 ( 第 1~7 週 )：軍官與魔鬼 　1020~( 第 8~ 週 )：十二怒漢　1027 ( 第 9 週)：公民週：食品安全：GMP 出了什麼問題？(《行政程序法》第 9、150、151、152、154條 )。[21][22]
2. 2014年秋天，新北市林口社區大學 [13][16]：0915~1020 ( 第 1~6 週 )：殺戮時刻

## 著作
- 民意，誰說了算？：人民知情的抉擇，五南，2016/06/25 [23]
- 大法官的甲說乙說隨便說 認識正當法律程序，五南，2014-07-25 [24][25]。
- 法官說了算！缺席的證據與邏輯，開學文化，2013-01-22 [10][26][27]。
- 新版無障礙環境設計與施工實務 〈與劉王賓合著〉，詹氏書局，2010/03/01 [28]
- 自動撒水系統〈與趙清德合著〉，詹氏書局， [29]。
- 淺談建築物—探索 921，詹氏書局， [30]。